# Písník Pod radary
Písník Pod radary je vodní plocha o rozloze 3,4 ha vzniklá po těžbě štěrkopísku ukončené koncem 20. století. Nachází se asi 0,5 km jižně od centra obce Rusek v okrese Hradec Králové.
V písníku Pod radary je povolen sportovní rybolov. Břehy písníku jsou zarostlé rákosem.

## Galerie

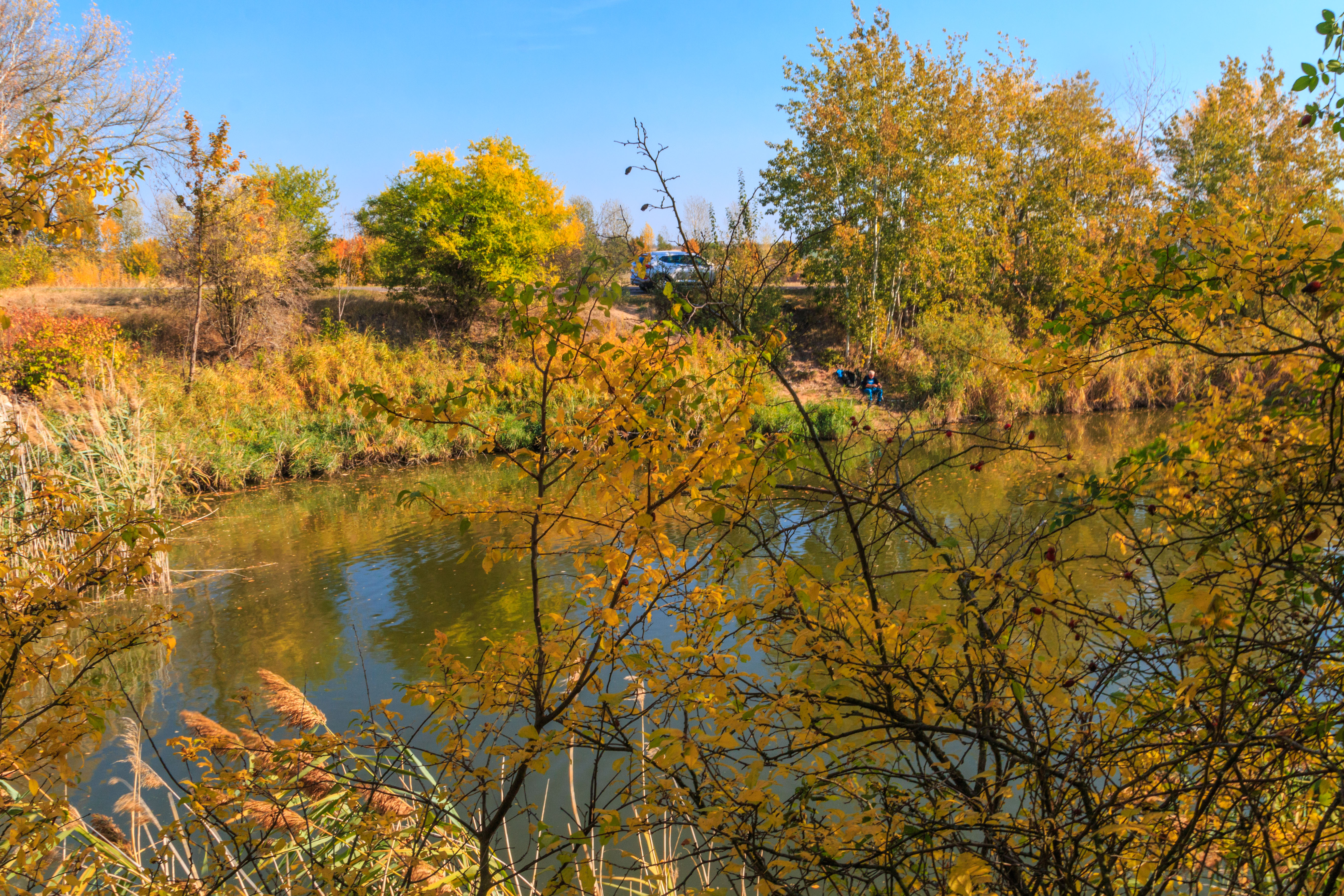
pohled na písník Pod radary
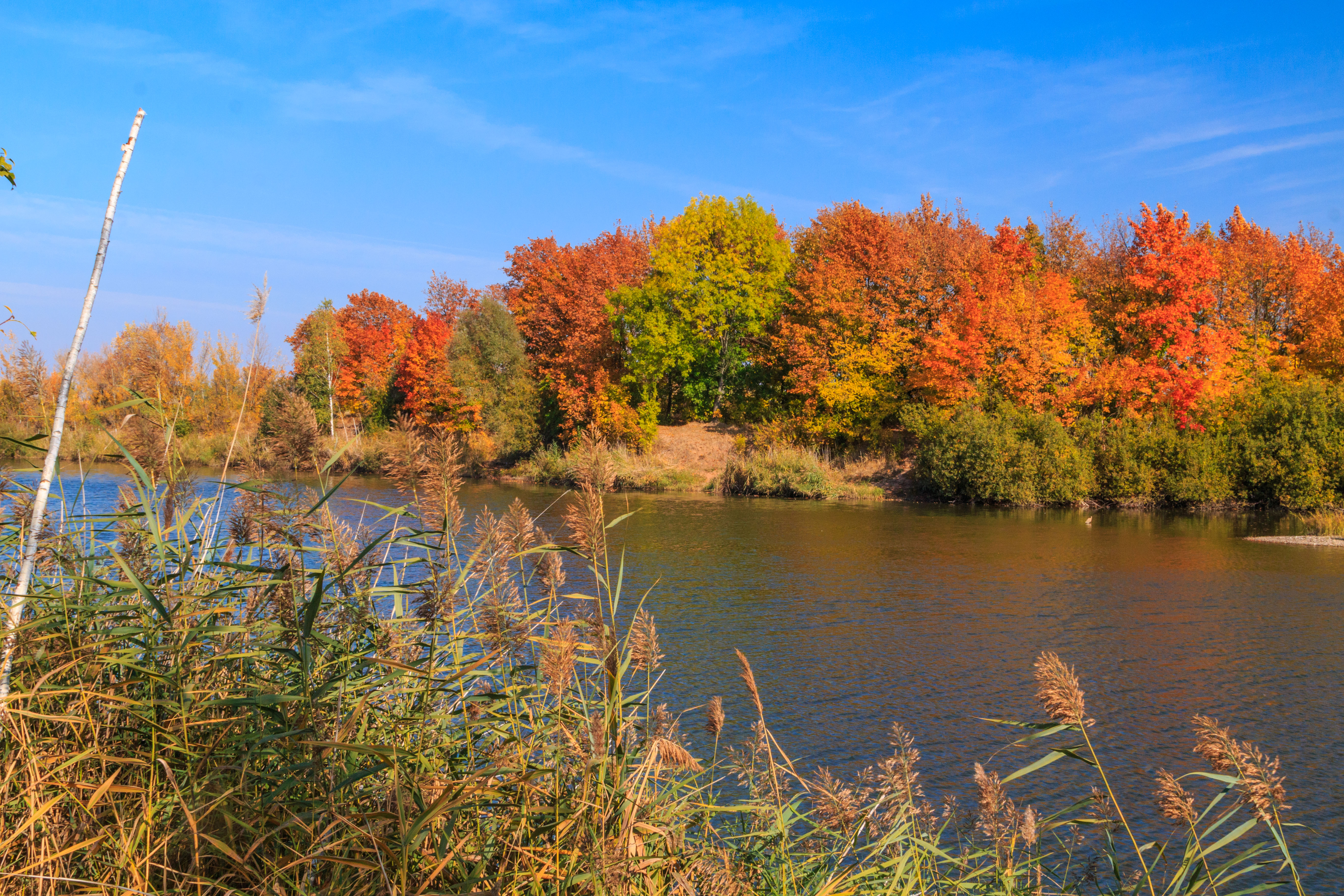
pohled na písník Pod radary
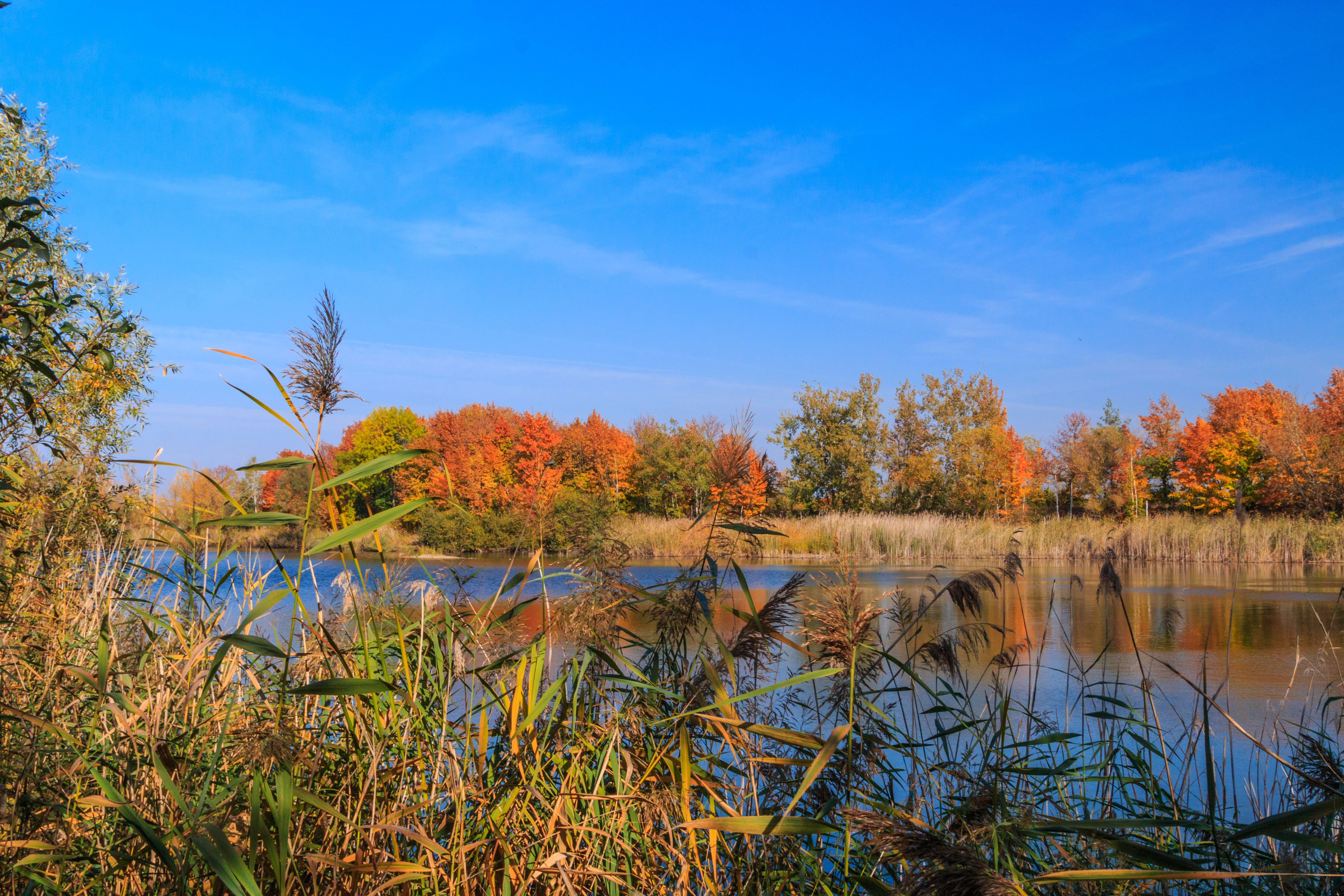
pohled na písník Pod radary
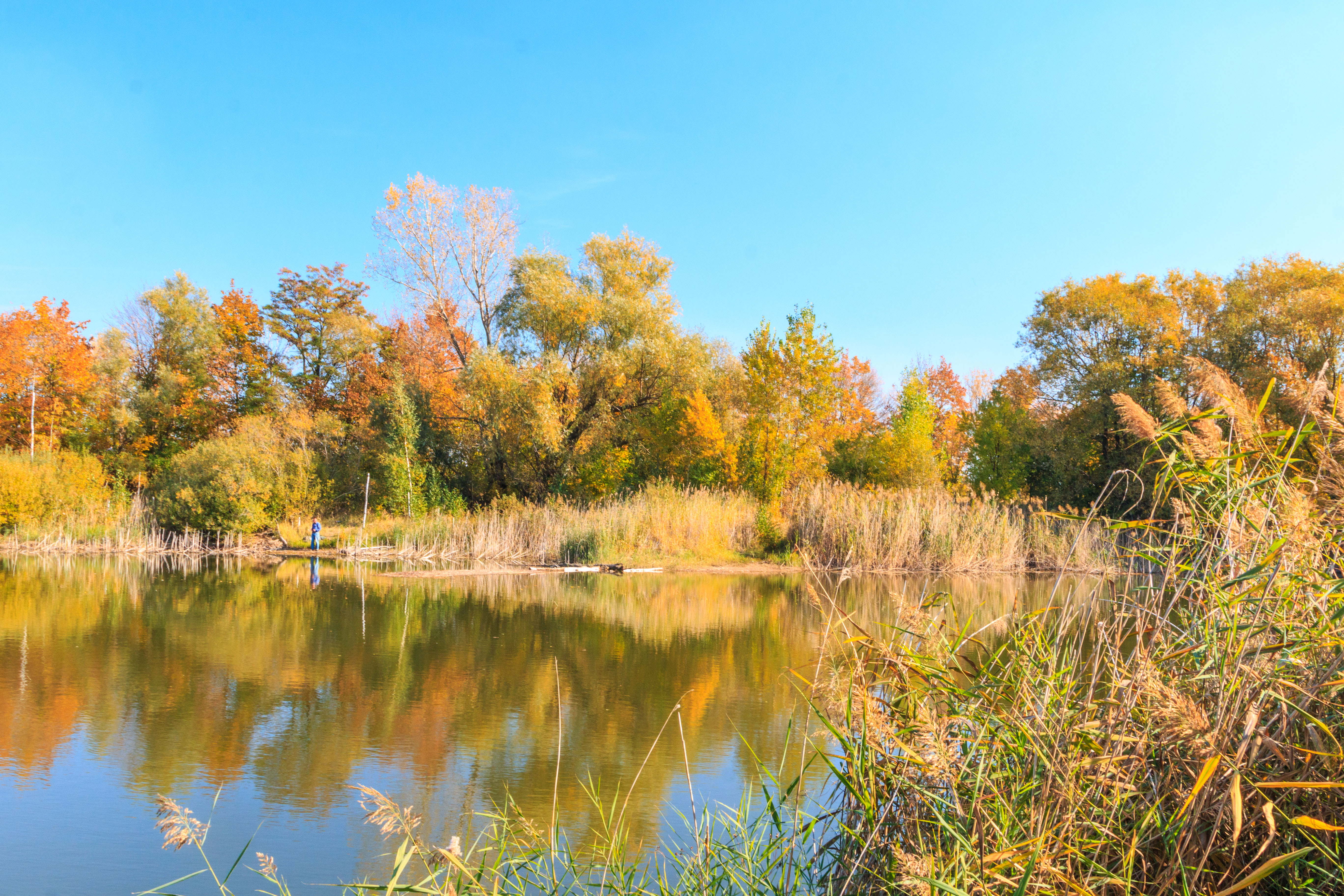
pohled na písník Pod radary